# رجال النجاشي
فهرس أسماء مصنفي الشيعة أو رجال النجاشي لمؤلفه أحمد بن علي النجاشي (372هـ ـ 450هـ)، من علماء الشيعة الإمامية في علم الرجال، ويعد الكتاب في طليعة الكتب الرجالية الشيعية، حيث يُرجح على ماسواه من ناحية الضبط، جميع رواته من المشايخ الثقة.

## نبذة عن المؤلف
أبو العباس أحمد بن علي بن أحمد بن العباس النجاشي الأسدي الكوفي البغدادي، ولد في شهر صفر عام 372هـ، وتوفي في شهر جمادى الأولى عام 450هـ بمطير آباد، عاش في أواخر القرن الرابع والنصف الأوّل من القرن الخامس، من العلماء الثقة المعروف بتخصصه وغوره في علم الرجال.
تتلمذ النجاشي في السنين الأولى من حياته على يد والده علي بن أحمد بن عباس النجاشي، وما أن بلغ الثالثة عشرة من عمره حتى خاض في علم الحديث وقراءة القرآن في مسجد اللؤلؤي كما أشار هو إلى ذلك حينما قال: «كنت أتردد إلى المسجد المعروف ب‍ (مسجد اللؤلؤي) وهو مسجد (نفطويه) النحوي، أقرأ القرآن على صاحب المسجد وجماعة من أصحابنا يقرؤون (كتاب الكافي) على أبي الحسين أحمد بن أحمد الكوفي»

## علم الرجال
هو علم يبحث فيه عن جرح الرواة وتعديلهم بألفاظ مخصوصة وعن مراتب تلك الألفاظ، ويسمى أيضا علم الجرح والتعديل أو علم الجرح والعدالة هو أحد فروع علم الحديث، يبحث فیه عن أحوال رواة الحديث من حيث اتصافهم بشرائط قبول رواياتهم أو عدمه. وقيل في تعريفه أيضا: هو علم وضع لتشخيص رواة الحديث، ذاتا ووصفا، ومدحا وقدحا.
يقول آغا بزرك الطهراني: «لا يصير الفقيه فقيهاً ما لم يكن رجالياً، فإن إحدى مقدمات الاجتهاد معرفة رجال الحديث و سنده».

## الغاية من تأليف الكتاب
أشار النجاشي في مقدمة كتابه إلى السبب الذي دعاه للتأليف والغاية التي يرومها من وراء ذلك بقوله: ««إنّي وقفت على ما ذكره السيد الشريف أطال الله بقاءه وأدام توفيقه من تعيير قوم من مخالفينا أنّه لا سلف لكم ولا مصنف. وهذا قول من لا علم له بالناس ولا وقف على أخبارهم، ولا عرف منازلهم وتاريخ أخبار أهل العلم، ولا لقي أحداً فيعرف منه، ولا حجّة علينا لمن لم يعلم ولا عرف. وقد جمعت من ذلك ما استطعته، ولم أبلغ غايته، لعدم أكثر الكتب.»».

## منهج الكتاب
- رجال النجاشي من حيث المنهج، هو من كتب الفهارس الرجالية التي هدفها التعريف بالرواة وبيان أحواله وذكر مؤلفاته. حيث يبدأ بذكر اسم المؤلف ثم بيان حاله من حيث التوثيق وعدمه، بعدها يُعدد مؤلفاته.
- اعتمد النجاشي في كتابه اسلوب التبويب المعجمي، أي تصنيف أسماء الرجال حسب حروف الهجاء. (أ.ب.ت..).
- لا يروي عن الرواة الضعاف، فجميع من يروي عنهم هم من الثقات. (كل شيخ من شيوخ النجاشي في الرواية هو ثقة).

## أقوال العلماء فيه
- قال مهدي بحر العلوم: «و بتقديمه صرّح جماعة من الأصحاب، نظراً إلى كتابه الذي لا نظير له في هذا الباب، و الظاهر أنّه الصواب».[5]

- قال حسن الصدر: «ثم اعلم أن أصول كتب علم الرجال خمسة: كتابي الشيخ الطوسي (الفهرست) وكتاب (الرجال) وكتاب الكشي و كتاب ابن الغضائري، وكتاب النجاشي، وهو أحسنها وأجلها وأوثقها وأتقنها».[6]

- قال محمد صادق بحر العلوم: «و يعد كتابه في الرجال أحد الكتب الأربعة الرجالية المعتمد عليها لدى العلماء و رواة الحديث، و يرجحونه في الضبط على كتابي الشيخ الطوسي (الفهرست) و (الرجال) عند التعارض».[7]

## اسباب تقديم رجال النجاشي على غيره من كتب علم الرجال
يذكر محمد مهدي بحر العلوم في كتابه الفوائد هذه الأسباب:
1. أن كتاب رجال النجاشي متخصص فقط في علم الرجال بخلاف كتب الرجال للطوسي.
2. دلالة رجال النجاشي في تعريفه بأحوال الرواة على استمداد وأخذ علم الرجال من علم الأنساب و الآثار وأخبار القبائل والأمصار.
3. أكثر الرواة عن اهل البيت هم من الكوفة و نواحيها، والنجاشي كوفي وهو أعلم بأهل بلده.
4. كان للنجاشي اتصال مع ابن الغضائري، الذي هو من أعلام علم الرجال، و قد استفاد من ذلك في كتابه.
5. إدراك النجاشي للكثير من مشايخ علم الرجال.

## النسخ الخطيّة
هناك مجموعة من النسخ الخطية للكتاب، منها:
- نسخة بخط فضل بن محمد بن فضل العباسي، كتبه عن نسخة خط شيخه عبد النبي الجزائري، وهو كتب نسخته عن خط شيخه محمد صالح المدارك، وهو كتب نسخته عن نسخة الخزانة (الغروية) التي عليها خط ابن إدريس أو كلها بخطه. وعليها أيضا خط عبدالكريم بن طاووس ومحمد بن معدّ الموسوي.
- نسخة موجودة في المكتبة الرضوية يعود تاريخ كتابتها إلى سنة 967 هجرية.
- نسخة مكتبة تبريز تعود كتابتها إلى سنة 981 هـ عن نسخة سنة 551 هـ.

## الطباعة
طبع أولاً في الهند في مدينة بومبي عام 1317 هـ.ق ثم طبع في إيران.

## وصلات خارجية
- رجال النجاشي